# Буря над Азией
«Буря над Азией» — черно-белый советский фильм режиссёра Камиля Ярматова.
Фильм открывает историко-революционную трилогию Камиля Ярматова («Буря над Азией», «Всадники революции» и «Гибель Чёрного консула»).

## Сюжет
Юноша Джамал приезжает в родной кишлак, но видит как некие злоумышленники жгут и грабят дом его дяди. После непродолжительной схватки его ведут к главарю шайки разбойников, которого называют Юсупом Ялантушем. Главарь говорит, что мстит Белому Царю, жжет и грабит баев, но "все отдает бедным". В ответ он просит, чтобы Джамал рассказал свою историю. Тот говорит, что был арестантом 876 и полгода сидел в петроградской тюрьме, но вышел благодаря Февральской революции. Гуляя по улице он принял участие в линчевании жандарма, который перед смертью успел ранить его. Вместо возвращения домой пришлось некоторое время провести в госпитале. Из-за прихода к власти Керенского в Актюбинске была облава и Джамалу пришлось добираться до дома уже своим ходом. Юноша призывает народ не грабить и не жечь то, что им и так принадлежит. Ялантуш решает проверить Джамала и приказывает ему повесить собственного дядю, который из богачей. Однако Джамал отказывается. Тут он вспоминает имя Ленина, чем завоевывает уважение Ялантуша. "Хороший джигит" — такую характеристику получает Джамал.
Джамал принимает участие в заседании ташкентского ревкома, на котором решается вопрос о реквизиции хлеба в пользу голодающих. Местный бай Кафланбек забирает свое зерно, а в краже обвиняет Ялантуша. Джамал отправляется к своему другу и находит его соревнующимся в борьбе. Ялантуш похищает Кафланбека и желает его убить, но Джамал требует, чтобы все было согласно революционному закону. В итоге Кафланбека расстреливают, но его сын Азиз жаждет кровной мести. Тем временем появляются новости об Октябрьской революции, но Генерал отказывается признать новую власть и права ревкома. "Контра" укрепляется в цитадели. На помощь революционерам приходит Ялантуш, который притворно переходит на сторону Генерала и даже получает чин полковника, но потом открывает ворота цитадели. Сын Кафланбека Азиз в форме русского унтер-офицера убивает Ялантуша выстрелом из пистолета.

## Факты
- Идею снять фильм подсказал режиссеру коммунистический лидер Узбекистана Шараф Рашидов
- Образ Ялантуша был срисован с реального исторического персонажа - командира партизанского отряда Хамдам-хаджи Каландарова, в котором служил будущий режиссер[1].
- За фильм Камиль Ярматов получил в 1967 году государственную премию Узбекской ССР им. Хамзы[2]

## В ролях
- Шукур Бурханов — Юсуп Ялантуш (дублирование - Григорий Гай)
- Руслан Ахметов — Джамал Ахмедов (дублирование - Владимир Костин)
- Анатолий Соловьёв — Василий Щукин (дублирование - Николай Харитонов)
- Аббас Бакиров — Кафланбек (дублирование - Ефим Копелян)
- Нариман Латипов — Азиз, сын Кафланбека (дублирование - Борис Павлов-Сильванский)
- Александр Барушной — генерал (дублирование - Эммануил Шварцберг)

## Дубляж
Фильм дублирован на киностудии «Ленфильм» в 1965 году.
- Режиссёр дубляжа — М. Короткевич
- Звукооператор — И. Вигдорчик